# Schausiella
Schausiella — род чешуекрылых из семейства павлиноглазок и подсемейства Ceratocampinae.

## Систематика
В состав рода входят:
- Schausiella arpi (Schaus, 1892) — Бразилия
- Schausiella carabaya (Rothschild, 1907) — Эквадор и Перу
- Schausiella santarosensis Lemaire, 1982 — Коста-Рика
- Schausiella spitzi Travassos, 1958 — Амазонка
- Schausiella subochreata (Schaus, 1904) — Амазонка